# Schepen in het ijs
Schepen in het ijs is een schilderij van de Nederlandse kunstschilder George Hendrik Breitner uit 1901, olieverf op doek, 115 × 163 centimeter groot. Afgebeeld wordt een havengezicht in de buurt van het Prinseneiland. Het schilderij bevindt zich sinds 1919 in de collectie van het Rijksmuseum Amsterdam.

## Context
In de jaren 1890 maakte Breitner vooral naam als schilder van het moderne drukke stadsleven van Amsterdam, uitgewerkt in dynamische werken vol licht en kleur. Na de eeuwwisseling schakelde hij echter over op meer verstilde taferelen, met een gedempt coloriet. Kunsthistoricus Bram Hammacher formuleerde het als volgt: "De impulsieve, hartstochtelijke natuur van Breitner voerde zijn werk niet langs vaste banen. Er zijn op- en neergangen. Maar toch ontkwam ook hij niet aan de verstilling, aan het zoeken naar meer vormvastheid. <...> Hij nadert dan de zeventiende-eeuwse rust en het verzonken zijn van de kleur der dingen en een stilte van licht en vormen. Zo zijn de doeken geworden van bouwvlotten in de sneeuw, de teertuinen, de besneeuwde Lauriergracht, de Brouwersgracht. Maar ook deze stillere werken blijven van een mannelijke grootsheid, waarin de tederheid slechts verzwegen woont". Schepen in het ijs is hiervan een typerend voorbeeld.

## Afbeelding
Schepen in het ijs is een havengezicht dat gelokaliseerd is in de buurt van het Prinseneiland in Amsterdam. Het illustreert bij uitstek de kalme sfeer en het warme kleurgebruik van Breitners "rijpere werk". In dikke lagen donkere verf schilderde hij de traditionele houten vissersboten, met de scheepsmasten en gestreken zeilen. Vastgevroren in het ijs lijken ze robuust en onverwoestbaar. De compositie wordt bepaald door de verticale belijningen van de masten en hun tuigages. Ze doen denken aan een woud van bomen, waarachter grote stalen stoomschepen opdoemen. Opvallend is dat die -toentertijd moderne- stomers zijn weergegeven in lichtere, bijna transparante kleuren. Ze varen in het open water. Het illustreert het contrast van de oude en de moderne tijd, zoals dat rond 1900 in de havens nog overduidelijk zichtbaar was. De donkere zeilboten op de voorgrond, met het opvallend blauwe roer, krijgen daarbij iets bedompts, als een wereld die bijna heeft afgedaan.

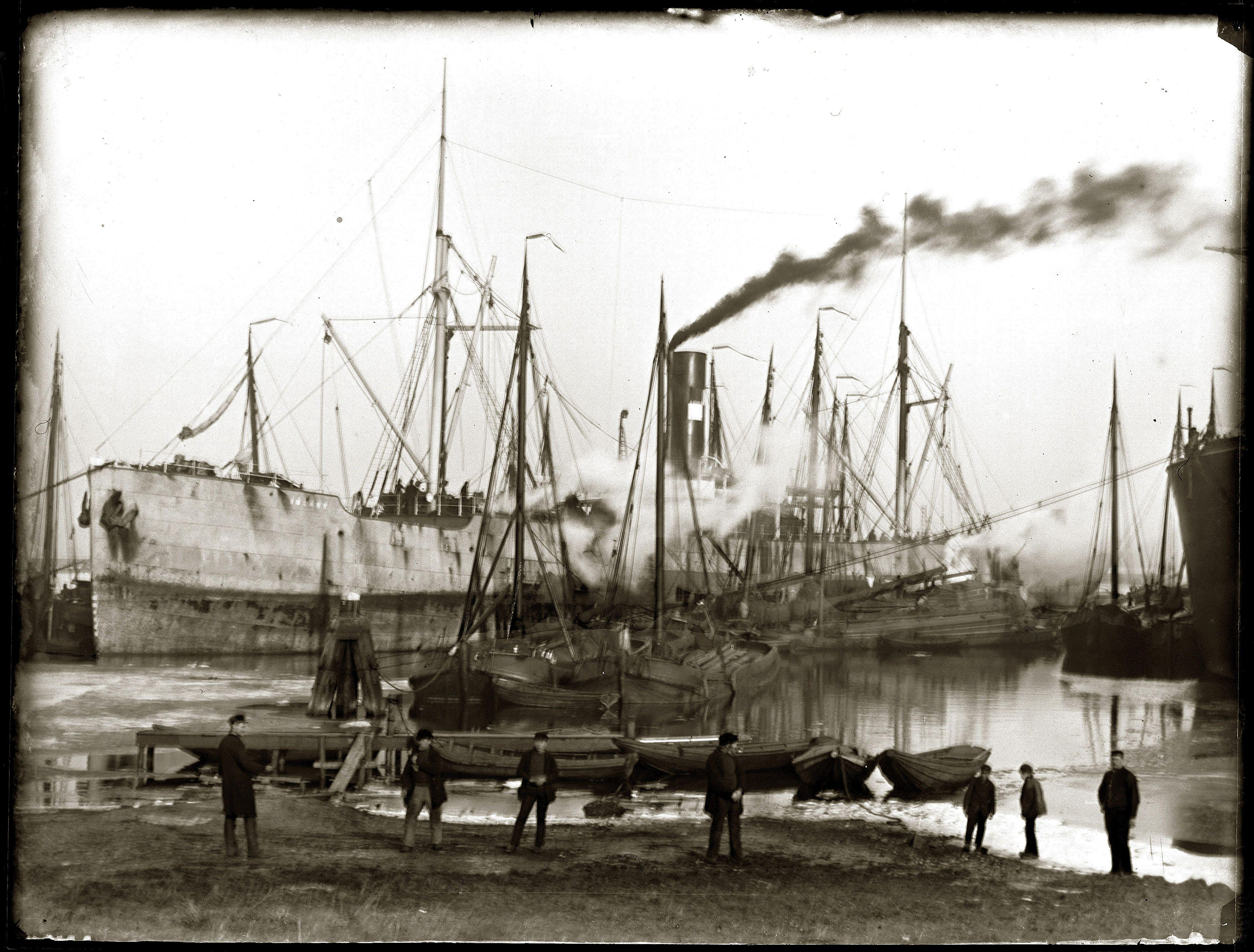
Schepen in ijs, foto uit 1893 door Breitners vriend Jacob Olie, zelfde locatie.

## Historie
Opvallend is dat Schepen in het ijs, dat thans wordt beschouwd als een van Breitners beste werken uit zijn latere periode, niet tentoon werd gesteld tijden een grote, door Arti et Amicitiae georganiseerde overzichtstentoonstelling van zijn werk in 1901-1902. Mogelijk nog voor de expositie werd het schilderij direct van de kunstenaar aangekocht door kunsthandel van Wisselingh. Die verkocht het in 1912 op haar beurt, samen met Breitners Singelbrug bij de Paleisstraat, weer door aan het kunstverzamelaarsechtpaar Drucker-Fraser. In 1919 maakten beide werken deel uit van een omvangrijke collectie moderne schilderijen die het verzamelaarsechtpaar aan het Rijksmuseum in bruikleen afstond en later legateerde.